# Tver
Tver (în rusă Тверь) este un oraș din Rusia, fost oraș component al Ligii Hanseatice, centrul administrativ al regiunii Tver. Între 1931 și 1990 orașul s-a numit Kalinin.

## Personalități născute aici
- Afanasie Nikitin (? - 1475), comerciant, explorator;
- Nadia Russo (1901 - 1988), una din pionierele aviației românești;
- Daria Klișina (n. 1991), atletă.